# Krisztina Pigniczki
Krisztina Pigniczki-Sepsi (Makó, 18 de septiembre de 1975) es una exjugadora (que jugaba de central) y entrenadora de balonmano húngara, Desde 2021, ejerce como asistenta de la selección femenina de su país. Fue subcampeona olímpica en Sídney 2000 y campeona de Europa en 2000. 

## Trayectoria

### Clubes
Pigniczki comenzó a jugar con 10 años en Szeged y, tras pasar por el Szegedi ESK, fichó en 1993 por el Győri ETO KC, donde se consolidó en la máxima categoría.
En 2001 firmó por el Dunaferr SE, con el que conquistó dos ligas (2003 y 2004) y dos Copas de Hungría (2002 y 2004).
Cerró su carrera profesional en Francia, primero con el Issy-Paris Hand (2008-2011) y después en el US Alfortville (2011-2014), antes de retirarse definitivamente en 2014.
Durante su etapa profesional fue una central con gran visión de juego y capacidad para la dirección ofensiva, cualidades que le valieron la capitanía en Dunaferr y la llamada a la selección. Con los equipos húngaros se mantuvo nueve temporadas seguidas en el podio liguero, mientras que en Francia ayudó a asentar al Issy-Paris en competiciones europeas.

#### Trayectoria de clubes
- 1993 – 2001:  Győri ETO KC
- 2001 – 2008:  Dunaferr SE
- 2008 – 2011:  Issy-Paris Hand
- 2011 – 2014:  US Alfortville

### Selección
Debutó con la selección absoluta en 1998 y disputó 157 encuentros, anotando 232 goles.
Fue pieza clave del combinado húngaro que ganó el oro europeo en 2000, la plata mundial en 2003 y los bronces continentales de 1998 y 2004, además de la plata olímpica en Sídney 2000.

## Premios y títulos

### Con la selección
- 1 x Medalla de plata en los Juegos Olímpicos (2000)
- 1 x Medalla de plata en el Campeonato Mundial (2003)
- 1 x Medalla de oro en el Campeonato Europeo (2000)
- 3 x Medalla de bronce en Campeonato Europeo (1998, 2001, 2004)

### Con sus clubes
- 2 x Liga húngara (2003, 2004)
- 2 x Copa de Hungría (2002, 2004)

## Vida personal
Después de su retirada, se tituló como entrenadora y desde 2021 es asistenta del seleccionador nacional, Vladímir Golovin, cargo que compagina con labores formativas en la academia del Győr.